# Allobates ornatus
Espèce
Synonymes
- Colostethus ornatus Morales, 2002 "2000"

Statut de conservation UICN

 DD  : Données insuffisantes
Allobates ornatus est une espèce d'amphibiens de la famille des Aromobatidae.

## Répartition
Cette espèce est endémique des environs de Tarapoto dans la région de San Martín au Pérou. Elle se rencontre entre 350 et 680 m d'altitude dans le bassin du río Huallaga. 

## Publication originale
- Morales, 2002 "2000" : Sistemática y biogeografía del grupo trilineatus (Amphibia, Anura, Dendrobatidae, Colostethus), con descripción de once nuevas especies. Publicaciones de la Asociación de Amigos de Doñana, no 13, p. 1-59.